# La stagione dell'amore (film)
La stagione dell'amore (Season for Love) è un film per la televisione del 2018 diretto da Jill Carter.

## Distribuzione
Il film è stato distribuito nel 2018.